# ورونیکا اسکوورتسووا
ورونیکا اسکوورتسووا (روسی: Верони́ка И́горевна Скворцо́ва؛ زادهٔ ۱ نوامبر ۱۹۶۰) یک سیاست‌مدار اهل روسیه است.